# Cnesmone mairei
Cnesmone mairei är en törelväxtart som först beskrevs av Augustin Abel Hector Léveillé, och fick sitt nu gällande namn av Léon Camille Marius Croizat. Cnesmone mairei ingår i släktet Cnesmone och familjen törelväxter. Inga underarter finns listade i Catalogue of Life.